# Кетрін Менсфілд
Кетрін Менсфілд Бошан (англ. Katherine Mansfield Beauchamps; 14 жовтня 1888 Веллінгтон, Нова Зеландія — 9 січня 1923 Фонтенбло, Франція) — новозеландська і англійська письменниця-новелістка, найзнаменитіша серед письменниць Нової Зеландії.

## Життєпис
Кетрін Бошан народилася в родині новозеландського банкіра. Її батько Гарольд Бошан (Harold Beauchamp) був головою правління Банку Нової Зеландії (Bank of New Zealand), йому було присвоєно лицарський титул. У 1893 році сім'я переїхала в Карорі (Karori), де Кетрін провела своє дитинство. Про цей час вона згадувала, як про щасливий. Спогади пізніше надихнули її на написання оповідання «Прелюдія» (Prelude, 1918). У 1902 році Кетрін переїхала в Лондон, де навчалася в Королівському коледжі (Queen's College) з 1902 по 1906 рік.  
Після закінчення навчання в Англії вона у 1906 році повернулася додому до Нової Зеландії, почала писати новели і хотіла стати професійною віолончелісткою. Утім батько був проти, тож вона вступила до Веллінгтонського технічного коледжу. Занудьгувавши у провінційній Новій Зеландії, повернулася в 1908 році до Лондона. Там занурилася у богемне життя, за прикладом багатьох інших письменників та художників тієї епохи. 
Будучи порівняно бідною, Кетрін Бошан в один день познайомилася, пошлюбила та покинула Джорджа Боудена. Приблизно в той же час вона завагітніла від друга родини з Нової Зеландії (Гарнет Троуелл, професійний віолончеліст). Вагітну Кетрін мати відправила до Баварії, де вона пережила викидень. У її розриві з чоловіком мати звинувачувала, окрім іншого, близьку подругу та коханку Кетрін — Іду Бейкер (англ. Ida Baker), письменницю, відому як Леслі Мур (англ. Lesley Moore). 
Мала часті епізоди депресії через творчі невдачі. Її здоров'я ще більше погіршилося через майже смертельний напад плевриту, коли вона захворіла на туберкульоз у 1917, пережила серйозний внутрішній кровововилив.
У 1918 році Кетрін Бошан одружилася з редактором і літературним критиком Джоном Мідлтоном Маррі. Їхні стосунки, що почалися в 1911 році, були проблемними: Кетрін двічі кидала чоловіка та заводила романи на стороні. На початку 1917 року після чергового розриву, Кетрін співмешкала з Ідою Бейкер, яку називала «дружинонькою».
Останні роки життя Менсфілд провела, випробовуючи на собі всі нетрадиційні методи лікування туберкульозу. У лютому 1922 року вона консультувалася з російським лікарем Іваном Манухіним, якого привів до неї друг — перекладач С. С. Котелянський. Запропонований горе-лікарем «революційний» метод лікування полягав у «бомбардуванні» рентгенівськими променями селезінки та призвів до того, що у Кетрін Менсфілд з'явилися стрибки температури та оніміли ноги. 
У жовтні 1922 року Кетрін Менсфілд приїхала в «Інститут гармонійного розвитку людини» у Фонтенбло (Франція). Там вона продовжувала писати, попри погіршення здоров'я. Після публікації ще двох томів, одного з поезією, іншого з новелами, у Менсфілд у січні 1923 року стався легеневий крововилив, внаслідок якого вона померла. Похована на цвинтарі у місті Авон (Avon). 

## Творчий шлях
Почала публікуватися у 9 років. Її перші опубліковані оповідання з'явилися в журналах High School Reporter і Wellington Girls' High School magazine, в 1898 і 1899 роках.  
Пригнічена недостатнім успіхом своїх перших творів, Кетрін запропонувала одне легковажне оповідання новому авангардному журналу «Ритм» (Rythm). Розповідь була відхилена редактором Джоном-Мідлтоном Маррі, який попросив написати щось серйозніше. Тоді вона написала оповідання «Жінка в магазині»  — історію про вбивство та душевну хворобу. Маррі воно дуже сподобалося і він назвав це «кращою розповіддю з тих, що коли-небудь надсилали до «Ритму».
Її життя та робота змінилися назавжди після загибелі брата під час Першої світової війни. Вона була настільки шокована цією подією та пов'язаними з нею переживаннями, що їпочала писати ностальгічні спогади про їхнє дитинство в Новій Зеландії. Протягом цих років вона потоваришувала з такими письменниками, як Девід Лоуренс, Вірджинія Вулф, С. С. Котелянський, Олдос Гакслі. 
Попри те, що вона продовжувала писати між її першою та другою збірками («Прелюдія», 1918), письменниця рідко публікувала свої роботи, тож у неї розвинулася депресія через хвороби та творчі невдачі. Однак свої найвідоміші твори Кетрін написала саме борючись із недугами після серйозного внутрішнього крововиливу.
Оповідання «Міс Брілл» (Miss Brill) про тендітну жінку, яка живе ефемерним життям і простими радощами в Парижі, зробло Менсфілд однією з найбільш відомих письменників епохи модернізму. Оповідання надрукували у 1920 році в збірці «Блаженство» (Bliss). Наступна збірка опублікована в 1922 році — «Вечірка в саду» (The Garden Party), отримала такі ж відгуки.   
Менсфілд в останні роки життя проявила себе як плідна письменниця, багато її прози й поезії до моменту смерті залишилося неопублікованою. Її чоловік після її смерті відредагував та опублікував ці твори. Результатом його зусиль стали ще два томи новел у 1923 (Гніздо голубки — The Dove's Nest) та у 1924 (Щось дитяче — Something Childish), збірка віршів «Алоє» (The Aloe), збірка критичних робіт (Novels and Novelists).

## Твори
- In a German Pension (1911)[7]
- Prelude (1918)
- Bliss and Other Stories (1920)
- The Garden Party and Other Stories (1922)
- Poems (1923)
- The Dove’s Nest and Other Stories (1923, посмертно)
- Something Childish and Other Stories (1924, посмертно)
- The Journal (1927, повне видання — 1954)
- The Letters (2 vols, 1928–1929)
- The Notebooks (1997)

## Музично-театральні адаптації
- "Гарненька" - опера Мирослава Волинського за новелою "Склянка чаю"[8]